# تي أر تي 2
تي أر تي 2 هي قناة تلفزيونية تهتم بالثقافة والفن التركي.

1989–1997
1998–2001
2002–2004
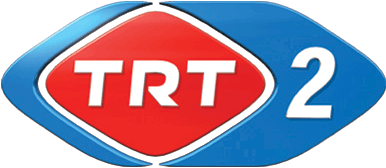
2005–2010
منذ عام 2018